# イボ人
イボ （より正確にはイグボ、Ìgbo, Ibo）はアフリカの民族。黒人系の単一民族としては最大規模のグループの1つである。その人口の大半はナイジェリア東南部に住み、ナイジェリアの総人口の約20%を占める。カメルーンと赤道ギニアにも相当数が居住する。彼らの言語はイボ語（イグボ語）である。イボはアナンブラ州、アビア州、イモ州、エボニ州、エヌグ州で多数を占める。デルタ州やリバーズ州でもそれぞれの55%以上の人口を有する。イボの言語や文化の影響はクロスリバー州、アクワ・イボン州、バイエルサ州などでもみられる。イボ語はヨルバ語・ハウサ語と共にナイジェリアの公用語の1つに定められており、オニチャ、アバ、オウェリ、エヌグ、ンネウィ、ンスッカ、アウカ、ウムアヒアなどではイボ語が他の言語より支配的である。

## 伝統的な社会

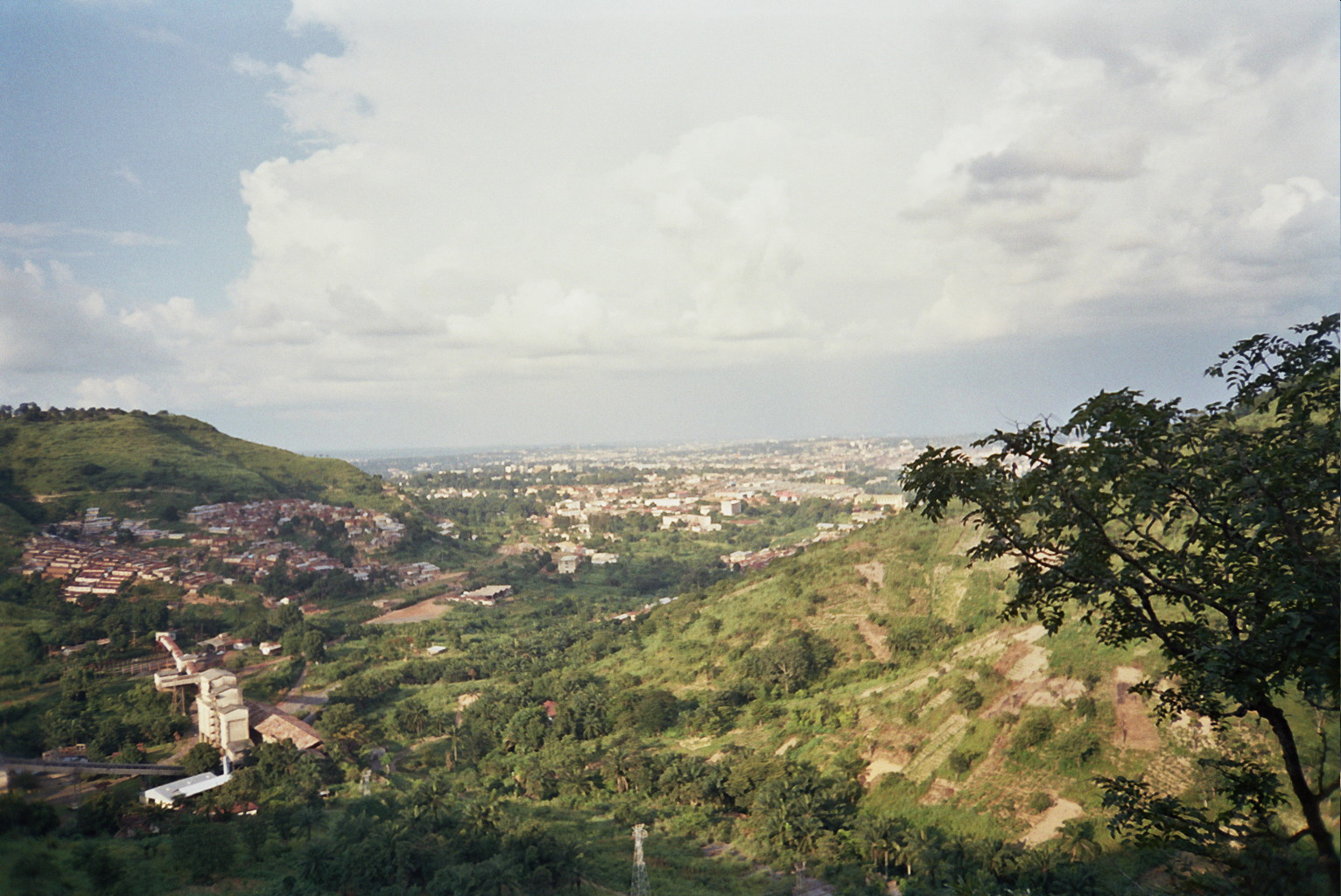
エヌグの景観

イギリスによる植民地支配が及ぶ以前はイボは王や首長を持たず半自治的な複数の共同体のかたちで存在していた。例外的にオニチャはオビと呼ばれる王が代々治め、ンリやアロチュクゥではエゼと呼ばれる祭司王が治めたが、多くのイボの町は住民の集会のみにより治められた。称号を持つ者たちは才能により彼らの間で尊敬されたが、集会で王として認められることはなかった。ただし時折集会で特別な役割が与えられた。このような統治形態は他の西アフリカの共同体とはかなり異なり、ガーナのエウェのみに同じものがみられる。また、イボの秘密結社はンシビディと呼ばれる儀礼用の文書を伝えた。イボは1週が4日の暦を持っていた。7週が1月で、13月が1年だった。オクウェやムクピシと呼ばれる数学を持ち、イススと呼ばれる銀行や貸付けのシステムを持った。彼らは法的な問題を神への誓いのかたちで解決した。その人がある時間のうちに死ねば、神による追放あるいは隷属であるとして有罪とし、そうでなければ自由にされた。
祖先はニジェール川とベヌエ川が合流する地域付近の北方から移住してきたと考えられており、イボ-ランドを形成し、中世のンリ王国や、近世のアロ連合の形成に関わったとされる。

## イギリスによる支配以降
1870年代のイギリスの到来とイボや他の「ナイジェリア人」との接触はイボ独自の民族的アイデンティティの感覚を深めることになった。またイボはキリスト教と欧州式の教育の取込みに熱心な民族の1つで、イギリスからは決断力が優れていると映った。イギリスによる植民地支配の下で、ナイジェリアの主要なエスニック・グループの内部の多様性は徐々に失われ、ハウサやヨルバなど他の大きい民族集団とイボの違いがより先鋭化されるようになった。
イボの作家チヌア・アチェベの小説『崩れゆく絆』はイボへのイギリスによる新たな影響と伝統的な生き方との衝突を描いたフィクションの物語である。

### アバ女性蜂起
詳細はIgbo Women's War of 1929（英語）を参照。
1929年11月ベンデ地区と付近のウムアヒア、ングワその他の地域のイボの女性数千人が立ち上がり、植民地政府による女性の役割の制限に対しオロコの民事裁判官に抗議した。

### 不安定化とビアフラ独立
詳細はビアフラ戦争を参照。

ビアフラの領域

1966年カドゥナ・ンゼオグ少佐らによるクーデター未遂事件が起き、ハウサのスルタンの子孫でソコトのサルドゥナの称号を持ち北部州の首相であったアフマドゥ・ベロらが殺害された。クーデターは別のイボのイロンシ少将により収拾された。しかしイロンシが連邦制廃止を決めると北部などではイボの虐殺が起こり、イロンシも殺害された。これにより権力を握ったヤクブ・ゴウォン中佐は連邦制を復活させ、州を細分化した。しかしイボへの虐殺は続き、最大200万人のイボが避難民として東部州へ逃れた。東部州の軍政官となっていたオジュク中佐は石油財源の東部州による管理を主張し、州の細分化に反対した。
1967年5月ゴウォン将軍との交渉が決裂したオジュクはビアフラ共和国の独立を宣言、ゴウォンは内戦へ突入した。ビアフラ側へもいくらかの支援はあったものの国際的な支援は連邦側に偏っていた。1970年オジュクは亡命し、ビアフラは消滅した。

### その後
戦争で病院、学校、住宅の多くが破壊されたばかりか、イボの預金はオバフェミ・アウォロウォの提案を受けた連邦政府によって凍結されイボランドの荒廃が進むきっかけとなる。20ポンド以上の所持を禁じる決定を聞いたイボの中から多くの自殺者も出た。
敗けたイボ（と東部の民族）は連邦政府において他の民族から差別を受けるようになる。雇用差別の対象にもなり、戦争前は比較的豊かであったのに1970年代には貧しい民族のうちの1つに数えられた。また以前イボが優勢だったポートハーコートではイジョと（イジョ系のサブグループである）イクウェレが勢力を増す。その後、イボランドは20年の歳月をかけて徐々に再建され、ニジェール・デルタの石油業界の隆盛により南部ナイジェリアに工場が増えるなどの契機を経て地域経済は再び盛り返し、その中で多くのイボは政府における立場なども回復している。
他の東部の多くの町同様、イボが主体の町ではインフラの整備が立ち遅れ、エヌグ、オニチャ、オウェリにおよぶ。また人口過密なイボランドから他の地域へ移住する者が多い。

## 離散
ビアフラ戦争以前からも、イボは各地に移住していたが、戦後その傾向がさらに強まった。イボはラゴス、ベニン・シティ、アブジャなどの都市圏のほか、トーゴ、ガーナ、カナダ、イギリス、米国などに移住するようになった。ロンドン、ヒューストン、ワシントンD.C.にはイボのコミュニティがある。

## 著名人
- ベンジャミン・ンナムディ・アジキウェ - ナイジェリア初代大統領
- チュクエメカ・オドゥメグ・オジュク - 元東部州軍政官、ビアフラの指導者
- チヌア・アチェベ - 作家『崩れゆく絆』の著者
- オラウダ・エクィアノ - 自叙伝が奴隷売買に関する最も早く最も詳細な物語の1つとなった18世紀の解放奴隷出身の作家
- チママンダ・ンゴズィ・アディーチェ - 作家
- エメカ・アニャオク - 元英連邦事務局長
- ベネディクト・チュカ・エヌウォヌ - 芸術家
- ヌワンコ・カヌ - サッカー選手
- オーガスティン・オコチャ - サッカー選手
- ピーター・ヌワング - 薬理学者
- フィリップ・エメアグァリ - 情報工学者
- エメカ・オカフォー - NBA選手
- クリスチャン・オコイェ - アメフト選手
- ヤフェット・コットー - 米国の俳優
- フランシス・オビクウェル - ポルトガルの陸上選手
- オコエ瑠偉 - 日本のプロ野球選手
- イフェオマ・オニェフル - 児童文学作家
- 細川バレンタイン- 日本のプロボクサー

## 関連文献
| 総論 - Forde, Cyril Daryll; Jones, G. I. (1950). The Ibo and Ibibio-Speaking Peoples of South-Eastern Nigeria. International African Institute by Oxford Unive - Njoku, John Eberegbulam (1990). The Igbos of Nigeria: Ancient Rites, Changes, and Survival. Lewiston, NY: E. Mellen Press. ISBN 978-0-88946-173-4 アート - Ottenberg, Simon (2006). Toyin Falola. ed. Igbo Art & Culture. Africa World Press. ISBN 978-1-59221-442-6 音楽 - Blacking, John; Kealiinohomoku, Joann W. (1979). The Performing arts: music and dance. Walter de Gruyter. ISBN 978-90-279-7870-7 - Agawu, Kofi (2003). Representing African Music: Postcolonial Notes, Queries, Positions. Routledge. ISBN 978-0-415-94390-1 経済 - Chidi Leonard Ilechukwu: Igbo – Indigenous Economy and the Search for Sustainable Development in Post Colonial African Society. Cidjap Press, Enugu, Nigeria 2008, ISBN 978-978-087-181-9. | 政治 - Smock, Audrey C. (1971). Ibo Politics: The Role Of Ethnic Unions In Eastern Nigeria. Cambridge, MA: Harvard University Press. ISBN 978-0-674-44025-8 - Njaka, Elechukwu Nnadibuagha (1974). Igbo political culture. ノースウェスタン大学出版局. ISBN 978-0-8101-0428-0 社会 - Rwomire, Apollo (2001). Social Problems in Africa: New Visions. Praeger/Greenwood. ISBN 978-0-275-96343-9 - Emenyonu, Ernest, ed (2003). Emerging Perspectives on Chinua Achebe. Africa World Press. ISBN 978-0-86543-876-7 - Smith, David Jordan (2004). “Igbo”. Topics and Cultures A–K. I. Springer. ISBN 978-0-306-47770-6 - Okpala, Benneth (2003). Toasting the Bride: Memoirs of Milestones to Manhood (2nd ed.). Trafford Publishing. ISBN 978-1-4120-0777-1 - Aligwekwe, P.E (2008). “The Continuity of Traditional Values in the African Societies”. The Igbo of Nigeria. インディアナ州: Xlibris Publishing Company 海外の子孫 - Chambers, Douglas B. (2005). Murder at Montpelier: Igbo Africans in Virginia. ミシシッピ大学出版局. ISBN 978-1-57806-706-0 - Morgan, Philip D.; Omohundro Institute of Early American History & Culture (1998). Slave counterpoint: Black culture in the eighteenth-century Chesapeake and Lowcountry. UNC Press. ISBN 978-0-8078-4717-6 |